# Левен, Борис
Борис Левен (англ. Boris Leven, в ранних картинах (до 1950 года) — Борис Левин; 1908—1986) — американский кинематографист (художник-постановщик) еврейского происхождения; многократный номинант на премию «Оскар», получивший её один раз в 1962 году за фильм «Вестсайдская история».

## Биография
Родился 13 августа 1908 года в Москве в купеческой семье Израиля-Нахима Давидовича Левина и Зинаиды-Златы Янкелевны Наркирьер (1884, Москва -?).
В 1927 году эмигрировал в США, где стал натурализованным гражданином в 1938 году. После получения степени бакалавра в области архитектуры в Университете Южной Калифорнии, посещал Институт изящных искусств и дизайна в Нью-Йорке.
Карьеру в кинематографе Левен начал как художник в киностудии Paramount Pictures в 1933 году, через три года перешёл в студию 20th Century Fox. Его первым фильмом, в котором он выступил как арт-директор, стал драматический мюзикл «Рэгтайм Бэнд Александра» (1938), за который Левен получил свою первую номинацию на премию «Оскар».
Работы Левена охватывали широкий диапазон киножанров — от вестерна до фантастики и мюзикла. Регулярно сотрудничал с режиссёром Мартином Скорсезе.
Умер 11 октября 1986 года в Лос-Анджелесе. Первая жена (1938-1945 гг.) - Люба Солов (англ. Liuba Solov), затем и до конца дней был женат на Вере Глушковой (англ. Vera Glooshkoff).
Награды и номинации
Одна награда из девяти номинаций на премию «Оскар» за лучшую работу художника-постановщика.
- 1939 — Рэгтайм Бэнд Александра / Alexander's Ragtime Band
- 1943 — Жестокий Шанхай / The Shanghai Gesture
- 1957 — Гигант / Giant
- 1962 — Вестсайдская история / West Side Story (Награда)
- 1966 — Звуки музыки / The Sound of Music
- 1967 — Песчаная галька / The Sand Pebbles
- 1969 — Звезда! / Star!
- 1972 — Штамм «Андромеда» / The Andromeda Strain
- 1987 — Цвет денег / The Color of Money (номинирован посмертно)